# Annie O’Donnell
Annie O’Donnell ist eine US-amerikanische Filmschauspielerin.

## Leben
1980 hatte O’Donnell mit zwei Folgen in der Fernsehserie The Life and Times of Eddie Roberts ihr Fernsehdebüt. 1981 folgte ihr Spielfilmdebüt in dem Film Samstag, der 14. Sie spielte 1985 bis 1987 in der Fernsehserie Harrys wundersames Strafgericht einen größeren Handlungsbogen. Ihr Schaffen umfasst mehr als 110 Film- und Fernsehproduktionen.
2023 erhielt sie für Two Lives in Pittsburgh den Preis des Silicon Beach Film Festival als beste Nebendarstellerin.

## Filmografie
- 1980: The Life and Times of Eddie Roberts (Fernsehserie, 2 Folgen)
- 1981: Samstag, der 14. (Saturday the 14th)
- 1983: Ein Duke kommt selten allein (The Dukes of Hazzard, Fernsehserie, 2 Folgen)
- 1984: Mama’s Family (Fernsehserie, eine Folge)
- 1984: Hotel (Fernsehserie, eine Folge)
- 1985: Stand Alone
- 1985–1987: Harrys wundersames Strafgericht (Night Court, Fernsehserie, 6 Folgen)
- 1986: Heartbreak Ridge
- 1987: Ein Engel auf Erden (Highway to Heaven, Fernsehserie, eine Folge)
- 1987: Eine Frau besiegt die Angst (The Betty Ford Story, Fernsehfilm)
- 1987: Baby Boom – Eine schöne Bescherung (Baby Boom)
- 1987: Glänzender Asphalt (Private Eye, Fernsehserie, eine Folge)
- 1987: Familienbande (Family Ties, Fernsehserie, eine Folge)
- 1988: Fight Back (Stranger on My Land, Fernsehfilm)
- 1988: Vicki (Small Wonder, Fernsehserie, eine Folge)
- 1988: Freddy’s Nightmares (Fernsehserie, eine Folge)
- 1989: TV 101 (Fernsehserie, eine Folge)
- 1989: Steven – Die Entführung (I Know My First Name is Steven, Miniserie, 2 Folgen)
- 1989: Die Girls Gang (Easy Wheels)
- 1989: Homer und Eddie (Homer and Eddie)
- 1989: A Brand New Life (Brand New Life, Fernsehserie, eine Folge)
- 1989: Die Champagner-Dynastie (Till We Meet Again, Miniserie, 2 Folgen)
- 1990: Monday Morning (Class of Fear)
- 1991: Die Fälle der Rosie O’Neill (The Trials of Rosie O’Neill, Fernsehserie, eine Folge)
- 1991: Kickboxer 2 – Der Champ kehrt zurück (Kickboxer 2)
- 1991: Hot Shots! – Die Mutter aller Filme (Hot Shots!)
- 1991: Das andere Ich (Another You)
- 1991, 1993: Mord ist ihr Hobby (Murder, She Wrote, Fernsehserie, 2 Folgen)
- 1992: House IV
- 1992: Eerie, Indiana (Fernsehserie, eine Folge)
- 1992: Das Gift des Zweifels (Cruel Doubt, Miniserie, 2 Folgen)
- 1992: Golden Palace (The Golden Palace, Fernsehserie, eine Folge)
- 1993: Family Affairs – Mein Vater der Spieler (Family Prayers)
- 1993: Doogie Howser, M.D. (Fernsehserie, eine Folge)
- 1993: Star Trek: Deep Space Nine (Fernsehserie, Mulliboks Mond)
- 1993: Marilyn & Bobby: Her Final Affair (Fernsehfilm)
- 1994: Der lange Weg aus der Nacht (Out of Darkness, Fernsehfilm)
- 1994: Party of Five (Fernsehserie, eine Folge)
- 1994: Diagnose: Mord (Diagnosis: Murder, Fernsehserie, eine Folge)
- 1994: Eine schrecklich nette Familie (Married... with Children, Fernsehserie, eine Folge)
- 1995: Melrose Place (Fernsehserie, eine Folge)
- 1995: New York Cops – NYPD Blue (NYPD Blue, Fernsehserie, eine Folge)
- 1995: Ein Strauß Töchter (Sisters, Fernsehserie, eine Folge)
- 1995: Der Klient (The Client, Fernsehserie, eine Folge)
- 1995: Journey – Verlorene Erinnerungen (Journey, Fernsehfilm)
- 1996: Black Sheep
- 1996: Murder One (Fernsehserie, eine Folge)
- 1996: Emergency Room – Die Notaufnahme (ER, Fernsehserie, eine Folge)
- 1996: The Wayans Bros. (Fernsehserie, eine Folge)
- 1997: Dark Skies – Tödliche Bedrohung (Dark Skies, Fernsehserie, eine Folge)
- 1997: Mein Traummädchen von Nebenan (Eight Days a Week)
- 1997: Terror im Computer (Menno’s Mind)
- 1997: Die Lieben Kollegen (Working, Fernsehserie, eine Folge)
- 1997: Born Bad
- 1997–2003: Zeit der Sehnsucht (Days of Our Lives, Fernsehserie, 4 Folgen)
- 1998: The Players Club
- 1998: Dead Man on Campus
- 1998: Beverly Hills, 90210 (Fernsehserie, eine Folge)
- 1999: Eve und der letzte Gentleman (Blast from the Past)
- 1999: Malevolence
- 2000: The Extreme Adventures of Super Dave
- 2000: Malcolm mittendrin (Malcolm in the Middle, Fernsehserie, eine Folge)
- 2000: Power Rangers Lightspeed Rescue (Power Rangers Light Speed, Fernsehserie, eine Folge)
- 2000: Providence (Fernsehserie, eine Folge)
- 2000: Akte X – Die unheimlichen Fälle des FBI (The X-Files, Fernsehserie, eine Folge)
- 2001: Die doppelte Nummer (Double Take)
- 2001: Alabama Dreams (Any Day Now, Fernsehserie, eine Folge)
- 2001: The District – Einsatz in Washington (The District, Fernsehserie, eine Folge)
- 2002: The Good Girl
- 2002: My Sister’s Keeper (Fernsehfilm)
- 2002: Taina (Fernsehserie, eine Folge)
- 2002: King of the Hill (Fernsehserie, eine Folge, Sprechrolle)
- 2002: Spun
- 2002: One on One (Fernsehserie, eine Folge)
- 2003: Sabrina – Total Verhext! (Sabrina, the Teenage Witch, Fernsehserie, eine Folge)
- 2003: Boomtown (Fernsehserie, eine Folge)
- 2004: Subway Cafe
- 2004: American Dreams (Fernsehserie, eine Folge)
- 2004: Everwood (Fernsehserie, eine Folge)
- 2006: Invasion (Fernsehserie, eine Folge)
- 2007: King of California
- 2007: Nuclear Hurricane (Fernsehfilm)
- 2007: Side Order of Life (Fernsehserie, eine Folge)
- 2007: The Unit – Eine Frage der Ehre (The Unit, Fernsehserie, eine Folge)
- 2007: Target Audience 9.1
- 2007–2009: Big Love (Fernsehserie, 4 Folgen)
- 2009: Ghost Whisperer – Stimmen aus dem Jenseits (Ghost Whisperer, Fernsehserie, eine Folge)
- 2010: Acts of Violence
- 2010: Grey’s Anatomy (Fernsehserie, eine Folge)
- 2010, 2014: The Big Bang Theory (Fernsehserie, 2 Folgen)
- 2011: Stonerville
- 2011: Sound of My Voice
- 2011: Parks and Recreation (Fernsehserie, eine Folge)
- 2011: The Artist
- 2011: Transformers 3 (Transformers: Dark of the Moon)
- 2011: Desperate Housewives (Fernsehserie, eine Folge)
- 2012: Navy CIS (Navy NCIS, Fernsehserie, eine Folge)
- 2013: The Pretty One
- 2013: Childrens’ Hospital (Webserie, eine Folge)
- 2014: The Mindy Project (Fernsehserie, eine Folge)
- 2014: Jersey Boys
- 2014: Partners (Fernsehserie, eine Folge)
- 2014–2015: Mike & Molly (Fernsehserie, 2 Folgen)
- 2015: Band of Robbers
- 2016: Game Shakers – Jetzt geht’s App (Game Shakers, Fernsehserie, eine Folge)
- 2016: Recovery Road (Fernsehserie, eine Folge)
- 2016: The D (Fernsehfilm)
- 2016: Fresh Off the Boat (Fernsehserie, eine Folge)
- 2017: The McCurdys (Fernsehfilm)
- 2023: Two Lives in Pittsburgh
- 2023: Eine Frage der Chemie (Lessons In Chemistry, Miniserie, eine Folge)
- 2024: Thelma – Rache war nie süßer